# Masdevallia pumila
Masdevallia pumila är en orkidéart som beskrevs av Eduard Friedrich Poeppig och Stephan Ladislaus Endlicher. Masdevallia pumila ingår i släktet Masdevallia och familjen orkidéer. Inga underarter finns listade i Catalogue of Life.